# Antonow A-15
Antonow A-15 (ros. Антонов А-15) – radziecki szybowiec wyczynowy klasy otwartej z usterzeniem motylkowym.

## Historia
Biuro konstrukcyjne Olega Antonowa opracowało w 1959 r. nowy typ szybowca wyczynowego. Konstruktorzy zdecydowali się na zbudowanie metalowej maszyny z uwagi na brak hangarów na radzieckich lotniskach sportowych. Prototyp został oblatany 26 marca 1960 r., ale stało się to za późno by radzieccy piloci mogli go wykorzystać podczas 8. Szybowcowych Mistrzostw Świata w Kolonii. Konstruktorzy opracowali również przyczepę do transportu szybowca, która umożliwiała jego holowanie przez samochód GAZ-69 z prędkością do 100 km/h.
Szybowiec A-15 został zaprezentowany w 1966 r. na XXVI Paris Air Show w Le Bourget, Międzynarodowa Federacja Lotnicza (FAI) przyznała OKB Antonowa dyplom Paula Tissandiera za jego opracowanie. Produkcję seryjną zakończono po zbudowaniu 60 egzemplarzy. W trakcie eksploatacji ustanowiono na nim 5 rekordów świata oraz 26 rekordów krajowych. Jednym z ustanowionych rekordów świata był wykonany w czerwcu 1960 r. przelot na odległość 714,023 km.

## Konstrukcja
Jednomiejscowy szybowiec wyczynowy w układzie wolnonośnego średniopłata o konstrukcji metalowej.
Kadłub o przekroju eliptycznym, o konstrukcji półskorupowej. Jego podstawowy element konstrukcyjny stanowiło 20 wręg pokrytych blachą o grubości 1 mm. Wręgi wykorzystane do mocowania skrzydeł i usterzenia były wzmocnione. Kabina pilota zamykana jednoczęściową osłoną otwieraną na prawą stronę, którą w sytuacji awaryjnej można odrzucić. Fotel pilota i pedały z regulacją ustawienia. Szybowiec był wyposażony w instalację tlenową i radiostację UKF Łastoczka. Tablica przyrządów pilota była wyposażona w prędkościomierz, busolę, dwa wariometry oraz sztuczny horyzont.
Płat o profilu laminarnym NACA 643618, obrysie trapezowym, z dźwigarem skrzynkowym, zakończony kroplową owiewką chroniącą konstrukcję przed uszkodzeniem podczas lądowania.Proifil płata u nasady NACA-64-3-618 przechodzący ku końcowi w NACA-63-3-616. Kryty przy kadłubie blachą o grubości 1,5 mm i 0,5 mm na końcu skrzydła. Przestrzeń między trzydziestoma żebrami płata była wypełniona pianką, zawierała też (pomiędzy pierwszym i czwartym żebrem) dwa zbiorniki balastowe z wodą o łącznej pojemności 50 litrów. Lotki były umieszczone na końcu skrzydeł, wykonane w technologii przekładkowej z wyważeniem masowym. Klapy o konstrukcji metalowej z wypełnieniem piankowym, o napędzie ręcznym. Hamulec aerodynamiczny umieszczony po obu stronach skrzydła.
Usterzenie motylkowe składało się z dwóch stateczników ustawionych pod kątem 45° do poziomu. Miały konstrukcję jednodźwigarową, kryte blachą o grubości 0,8 mm. Szkielet sterów był konstrukcją drewniano-metalową, krytą płótnem. Stery miały wyważenie masowe.
Podwozie jednotorowe złożone z chowanego ręcznie (do komory umieszczonej pomiędzy ósmą i dziewiątą wręgą kadłuba) kółka głównego (o wymiarach 300x125 mm) z amortyzacją olejowo-powietrzną i płozy ogonowej z amortyzatorem gumowym.